# Philodromus tiwarii
Philodromus tiwarii es una especie de araña cangrejo del género Philodromus, familia Philodromidae. Fue descrita científicamente por Basu en 1973.

## Distribución
Esta especie se encuentra en India.